# Worimi
Les Worimi sont un peuple aborigène d'Australie originaire de Port Stephens et des Grands Lacs sur la côte est de la Nouvelle-Galles du Sud en Australie. Avant l'arrivée des Européens, leur territoire s'étendait de Port Stephens au sud à Forster/Tuncurry au nord et à Gloucester à l'ouest. On dit qu'ils étaient plus grands et plus forts que ceux qui vivaient autour de Sydney et qu'ils étaient plus enclins à rire qu'à pleurer.

## Référence
1. ↑  (en) Norman Barnett Tindale, Aboriginal Tribes of Australia: Their Terrain, Environmental Controls, Distribution, Limits, and Proper Names, Australian National University Press, 1974 (ISBN 978-0-708-10741-6), « Worimi (NSW) »